# Lindsaea filipendula
Lindsaea filipendula là một loài thực vật có mạch trong họ Dennstaedtiaceae. Loài này được (Rosenst.) K.U. Kramer miêu tả khoa học đầu tiên năm 1957.